# آندری کورنیف
آندری کورنیف (به انگلیسی: Andrey Korneyev) (زادهٔ ۱۰ ژانویهٔ ۱۹۷۴) شناگر اهل روسیه است.